# 6PPD
6PPDは天然ゴム、スチレン・ブタジエンゴム、ブチルゴム などのゴムに安定剤としてひろく添加される有機化合物である。これらのゴムはすべて車両のタイヤに広く使用される。6PPDは効果的な抗酸化物質ではあるが、優れたオゾン化防止剤としてのはたらきが主に利用される。p-フェニレンジアミンベースのオゾン化防止剤の1つである。
1970年代後半からゴムへの添加がおこなわれている。酸化生成物(6PPD-Q)がギンザケ産卵前死亡率の増加を引き起こすことが知られるようになったことから、2021年から調査の対象となることが増してきている。

## 製造
6PPDはメチルイソブチルケトン(6炭素)の4-アミノジフェニルアミン(PPD)を用いた還元的アミノ化により調製できる。この調製法ではラセミ体が得られる。

## 応用
6PPDは車両のタイヤ用ゴムにオゾン化防止剤として広くもちいられている。6PPDはゴム内を移動可能であるためブルーミングによりゆっくりと表面へ移動し、表面にゴムよりも速やかにオゾンと反応する捕捉防護膜を形成する。この過程でアミノキシルラジカルが生じ、その分解により当初はキノンジイミンのみが生じると考えられていたが、さらなる酸化によりキノンなどが生じることがわかった。6PPDは1960年代中盤からタイヤに用いられているが、キノンへの転換反応が初めて認識さたのは2020年である。酸化生成物はオゾン化防止剤としての効果はないため、6PPDは犠牲剤といえる。
6PPDの表面へブルーミングする特性は、オゾン化防止剤が表面で消費されてもゴム内部から補充されることにつながるため保護剤として好都合である。しかし、同時に6PPDおよびその酸化生成物のタイヤ摩耗粉から環境中への移行も促進される。6PPDキノン(6PPD-Q、CAS RN : 2754428-18-5 )は魚類に対する毒性をもつため特に憂慮されている。

## 環境への影響
6PPDおよび6PPD-Qはタイヤ摩耗粉から環境へ放出され、十分な水溶性をもつため都市雨水流出を通じて水系へ流入し、都市河川や河口、沿岸域から深海域まで広く拡散する。
6PPD-Qはギンザケへの毒性が知られ、ギンザケが遡上して産卵する前に死亡させてしまうため憂慮されている。
2022年の研究によりカワマスやニジマスなどの種への毒性も特定された。公表された半数致死量は以下の通りである。
- ギンザケ: LC50 = 0.095 μg/L
- カワマス: LC50 = 0.59 μg/L
- ニジマス: LC50 = 1.0 μg/L

6PPDのオゾン酸化生成物がなぜギンザケに対する毒性をもつかは知られていないが、種によって大きく異なる致死量は6PPD-Qをグルクロン酸抱合により排泄する能力に関連するのではないかといわれている。ニスクワリ族と非営利団体Long Live the Kingsにより2022年にOhop_Valleyの端に可動式雨水フィルタが設置された。ワシントン州環境保護局、ワシントン州立大学、米国タイヤ工業会は規制と教育にとりくんでいる。
6PPDそのものには、特に塩化ナトリウムと組み合わさると輪形動物に対する致死毒性があるが、路面塩分の表面流出における一般的な濃度レベルではない。中国南部における小規模バイオモニタリングによれば6PPDおよび6PPD-Qの両方がヒトの尿中から検出された。濃度は低いものの、健康への影響はわかっていない。6PPD-Qの合成経路もChemRxivに投稿されている。